# Nestory Irankunda
Nestory Irankunda, né le 9 février 2006 à Kigoma en Tanzanie, est un footballeur international australien qui joue au poste d'ailier droit à Watford FC.

## Biographie
Nestory Irankunda est né à Kigoma, en Tanzanie, ses parents ayant fui le Burundi et la guerre civile,. La famille Irankunda obtient ensuite l'asile en Australie, Nestory arrivant à Perth à seulement 3 mois, avant de grandir dans la banlieue nord d'Adélaïde.

### Carrière en club
Passé par les Northern Wolves de Penfield (en) et Parafield Gardens (en) il est repéré en 2018 par les Adelaide Croatia Raiders (en), qui évoluent en NPL, s'illustrant comme butteur prolifique avec les équipes de jeunes du club,. Il intègre ensuite le centre de formation de l'équipe d'A-League d'Adelaide United en 2020.
Irankunda signe son premier contrat professionnel avec la franchise d'Adélaïde en septembre 2021.
Il fait ses débuts professionnels avec l'Adelaide United le 8 janvier 2022, entrant en jeu lors du match nul 1-1 contre le Melbourne Victory en Championnat d'Australie,.
Le 30 janvier suivant, Irakunda marque son premier but en championnat, un coup franc direct, après la fin du temps réglementaire, offrant la victoire 2-1 aux siens contre les Newcastle Jets. Ce but fait de lui le deuxième plus jeune buteur de la ligue à l'âge de 15 ans et 355 jours, devant des joueurs comme Tommy Oar, Garang Kuol ou Mustafa Amini, dépassé en précocité seulement par Mohamed Touré,,.
Il signe en 2024 pour le Bayern Munich pour un montant de 3.4M d'euros.

### Carrière en sélection
Nestory Irankunda est international australien en équipes de jeunes, ayant notamment joué avec les moins de 17 ans à partir de 2024,.